# Selvbiografi
Selvbiografi er en halv oversættelse af det græske autobiografi, en bog, i hvilken forfatteren skriver en biografi om sit eget liv.
Augustins "Bekendelser" (Confessiones) anses for at være den første selvbiografi. Han skrev den i 397 og 398 e. Kr. Augustin beskriver sin ungdom og sin opstigen til sin erkendelse af Gud i selvbiografien.
Selvbiografien har sin oprindelse i den kristne samvittighedsprøvelse. Samvittighedsprøven satte individet i isolation i forhold til slægtsforhold, og ændrede sig fra at handle om menneskets omdømme til at have fokus på menneskets indre værd. I denne forbindelse opstod nemlig det offentlige skriftemål og konfessionslitteraturen.
Blandt kendte autobiografier i Danmark kan nævnes H.C. Andersens Mit Livs Eventyr (1855) og Johanne Luise Heibergs Et Liv gjenoplevet i Erindringen.
I de senere år har selvbiografier bredt sig til at omfatter både kendisser fra forskellige dele af underholdningsbranchen og almindelige mennesker, der har været udsat for besynderlige eller dramatiske hændelser. Ofte er bøgerne skrevet af en ghostwriter. De udgør en væsentlig del af triviallitteraturen. Nyere danske eksempler: Keld Heick og Hilda Heick; Stig Tøfting.

## Eksempler på selvbiografier
- Bill Clintons "Mit Liv"
- Knud Heinesen, Min krønike Bind 1: 1932-1979, ISBN 978-87-02-05446-0, Bind 2: Sporskifte: 1980-2003, ISBN 978-87-02-05532-0
- Hans Engell, Farvel til Slotsholmen, ISBN 978-87-02-07117-7
- Ghita Nørby, Mine egne veje, ghostwriter: Niels Birger Wamberg, ISBN 87-02-04296-7
- Henning Moritzen, Tilpas højrøvet, ghostwriter: Niels Birger Wamberg, ISBN 87-00-75386-6
- Günther Grass, Når løget skrælles, ISBN 978-87-02-05524-5

## Faglitteratur om selvbiografier
- Harald Ilsøe, 555 danske Selvbiografier og Erindringer – en kronologisk fører med referater til trykte selvbiografier forfattet af personer født før 1790, Det danske Sprog- og Litteraturselskab, 1988. ISBN 87-7421-547-7.
- Lise Bek (red.), Selvbiografien, Centrum, 1983. ISBN 87-583-0109-7.
- Stefan Kjerkegaard, Henrik Skov Nielsen & Kristin Ørjasæter (red.), Selvskreven – om litterær selvfremstilling, Aarhus Universitetsforlag, 2006. ISBN 87-7934-014-8.

| Sprog og litteratur | Spire Denne artikel om litteratur er en spire som bør udbygges. Du er velkommen til at hjælpe Wikipedia ved at udvide den. |